# Homalaena acuta
Homalaena acuta är en skalbaggsart som beskrevs av Ron Garth Ordish 1984. Homalaena acuta ingår i släktet Homalaena och familjen vattenbrynsbaggar. Inga underarter finns listade i Catalogue of Life.